# Cleome stricta
Cleome stricta är en paradisblomsterväxtart som först beskrevs av Johann Friedrich Klotzsch, och fick sitt nu gällande namn av R. A. Grah.. Cleome stricta ingår i släktet paradisblomstersläktet, och familjen paradisblomsterväxter. Inga underarter finns listade i Catalogue of Life.